# 3. ŽNL Vukovarsko-srijemska NS Vukovar 2009./10.
Zbog malog broja klubova (6), prvenstvo se igralo četverokružno. U viši rang, odnosno 2. ŽNL se plasirao prvak NK Bršadin i drugoplasirani NK Mohovo, dok iz lige ne ispada ni jedan klub, jer je u pitanju najniži stupanj natjecanja.

## Tablica
| Mj. | Klub                 | Sus. | Pob | Rem | Por | GR    | Bod |
| --- | -------------------- | ---- | --- | --- | --- | ----- | --- |
| 1.  | NK Bršadin           | 20   | 13  | 1   | 6   | 66:30 | 40  |
| 2.  | NK Mohovo            | 20   | 12  | 3   | 5   | 47:29 | 39  |
| 3.  | HNK Lipovača Vukovar | 20   | 10  | 2   | 8   | 36:43 | 32  |
| 4.  | NK Tompojevci        | 20   | 7   | 2   | 11  | 30:48 | 23  |
| 5.  | NK Petrovci          | 20   | 6   | 2   | 12  | 31:43 | 20  |
| 6.  | NK Opatovac          | 20   | 5   | 4   | 11  | 33:50 | 19  |

## Rezultati
| NK Tompojevci – NK Petrovci 4:2 NK Mohovo – NK Lipovača 1:2 NK Opatovac – NK Bršadin 1:8 | NK Lipovača – NK Bršadin 0:6 NK Petrovci – NK Opatovac 2:3 NK Mohovo – NK Tompojevci 3:0 | NK Tompojevci – NK Lipovača 1:3 NK Opatovac – NK Mohovo 2:4 NK Bršadin – NK Petrovci 6:1 | NK Lipovača – NK Petrovci 2:0 NK Mohovo – NK Bršadin 1:2 NK Tompojevci – NK Opatovac 5:0 |
| NK Petrovci – NK Mohovo 0:3 NK Opatovac – NK Lipovača 2:1 NK Bršadin – NK Tompojevci 2:3 | NK Petrovci – NK Tompojevci 2:0 NK Bršadin – NK Opatovac 3:1 NK Lipovača – NK Mohovo 3:2 | NK Tompojevci – NK Mohovo 2:2 NK Bršadin – NK Lipovača 3:0 NK Opatovac – NK Petrovci 4:3 | NK Petrovci – NK Bršadin 2:1 NK Mohovo – NK Opatovac 3:0 NK Lipovača – NK Tompojevci 2:0 |
| NK Bršadin – NK Mohovo 3:1 NK Petrovci – NK Lipovača 4:1 Oatovac – NK Tompojevci 2:3     | NK Lipovača – NK Opatovac 3:1 NK Mohovo – NK Petrovci 2:1 NK Tompojevci – NK Bršadin 2:0 | NK Tompojevci - NK Petrovci 0:1 NK Mohovo - NK Lipovača 3:0 NK Opatovac - NK Bršadin 2:1 | NK Petrovci - NK Opatovac 1:1 NK Mohovo - NK Tompojevci 2:1 NK Lipovača - NK Bršadin 2:7 |
| NK Opatovac – NK Mohovo 1:1 NK Tompojevci – NK Lipovača 2:1 NK Bršadin – NK Petrovci 4:1 | NK Lipovača – NK Petrovci 2:1 NK Tompojevci – NK Opatovac 1:4 NK Mohovo – NK Bršadin 4:1 | NK Opatovac – NK Lipovača 2:3 NK Petrovci – NK Mohovo 0:1 NK Bršadin – NK Tompojevci 9:1 | NK Bršadin - NK Opatovac 2:1 NK Lipovača - NK Mohovo 2:2 NK Petrovci - NK Tompojevci 3:1 |
| NK Opatovac - NK Petrovci 1:2 NK Bršadin - NK Lipovača 3:1 NK Tompojevci - NK Mohovo 0:5 | NK Petrovci - NK Bršadin 1:1 NK Mohovo - NK Opatovac 3:2 NK Lipovača - NK Tompojevci 3:1 | NK Opatovac – NK Tompojevci 1:1 NK Bršadin – NK Mohovo 4:2 NK Petrovci – NK Lipovača 2:3 | NK Lipovača – NK Opatovac 1:1 NK Tompojevci – NK Bršadin 2:1 NK Mohovo – NK Petrovci 3:2 |